# Sýkorův ostrov
Sýkorův ostrov (rusky остров Сикора) je jedním z 90 ostrovů, které tvoří Nordenskjöldovo souostroví v jihovýchodní části Karského moře (Severní ledový oceán). Administrativně patří k Tajmyrskému okresu Krasnojarského kraje Ruské federace. V roce 1993 se spolu se souostrovím stal součástí největší přírodní rezervace v Rusku a v celé Eurasii – Státní přírodní rezervace „Boľšoj Arktičeskij“.

## Geografie
Sýkorův ostrov má délku kolem 350 metrů a je jedním z 10 ostrovů, které tvoří skupinu Litkeho ostrovy, jednu z pěti hlavních skupin ostrovů tvořících souostroví Nordenskjöldovy ostrovy. V 900 metrech severně se nachází ostrov Sofie, na severovýchodě – ostrov Jermolova, největší ostrov skupiny, a na jihu za úžinou Lenina – skupina Pachtusovy ostrovy.
Ostrov se skládá ze sopečných hornin a leží v biomu polární pustina a tundra. Klima je arktické, tvrdé. Je neobydlen.

## Historie objevu a pojmenování
Souostroví Nordenskjöldovy ostrovy bylo objeveno v roce 1740 v průběhu Velké severní expedice skupinou zeměměřiče Nikifora Čekina z Tajmyrského oddílu námořního důstojníka Charitona Laptěva (1700-1763). Název na počest švédského a finského mořeplavce, polárního badatele, geologa, geografa a kartografa barona Nilse Adolfa Erika Nordenskiölda (1832-1901) obdrželo teprve v roce 1893 v průběhu plavby Fridtjofa Nansena (norsky Fridtjof Wedel-Jarlsberg Nansen; 1861-1930) na lodi „Fram“ (Kupředu) podél pobřeží Sibiře.
Skupina Litkeho ostrovů byla pojmenována v roce 1901 na počest ruského mořeplavce a polárního badatele, prezidenta Císařské akademie věd v Sankt-Petěrburgu (1864–1882) hraběte F. P. Litke (německy Friedrich Benjamin von Luetke; 1797-1882) ruským geologem baronem E. V. Tollem (německy Eduard Gustav von Toll; 1858-1902) v průběhu expedice na škuneru „Zarja“. Tehdy E. V. Toll také pojmenoval jeden z ostrovů na počest ruského a českého astronoma Josefa Sýkory (1870-1944), který se zúčastnil rusko-švédské stupňové expedice na Špicberky (1899–1901).